# Abd-ar-Ridà (nom)
Abd-ar-Ridà és un nom masculí teòfor àrab islàmic xiïta (àrab: عبد الرضا, ʿAbd ar-Riḍā) que literalment significa ‘Servidor d'ar-Ridà’, en referència a l'imam Alí ar-Ridà. Si bé Abd-ar-Ridà és la transcripció normativa en català del nom en àrab clàssic, també se'l pot trobar transcrit Abdul Rida, Abd al-Riza, Abdulredha... normalment per influència de la pronunciació dialectal o seguint altres criteris de transliteració. Com a teòfor, també el duen musulmans xiïtes no arabòfons que l'han adaptat a les característiques fòniques i gràfiques de la seva llengua.
Vegeu aquí personatges i llocs que duen aquest nom.